# Frances Cave-Browne-Cave

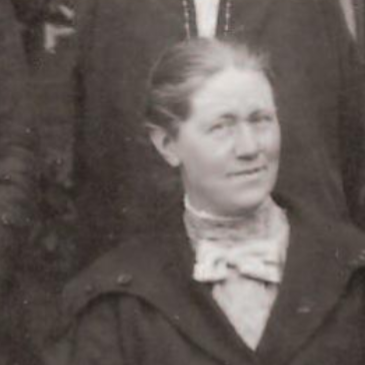
Frances Cave-Browne-Cave, 1919

 Frances Evelyn Cave-Browne-Cave (* 21. Februar 1876 in London, Vereinigtes Königreich; † 30. März 1965 in Shedfield, Vereinigtes Königreich) war eine britische Mathematikerin und Hochschullehrerin.

## Leben und Werk
Cave-Browne-Cave war eines von sechs Kindern von Sir Thomas Cave-Browne-Cave und Blanche Matilda Mary Ann Milton. Der Familienname Cave-Browne-Cave hatte sich historisch entwickelt, aber sie und ihre ältere Schwester Beatrice waren beruflich unter dem einzigen Nachnamen Cave bekannt. Sie wurde zu Hause in Streatham Common bei ihren Schwestern erzogen und begann 1895 mit ihrer älteren Schwester Beatrice Mabel Cave-Browne-Cave das Studium am Girton College der University of Cambridge. Sie erhielt 1898 einen erstklassigen Abschluss und wäre Fifth Wrangler gewesen, wenn sie ein Mann gewesen wäre. 1899 schloss sie das Bachelor-Studium in Cambridge ab.
Von 1901 bis 1903 führte sie als Forschungsstudentin statistische Untersuchungen für den Mathematiker Karl Pearson in dessen biometrischem Labor in London durch. 1903 gehörte sie zu sechs Forschern, darunter auch ihre Schwester Beatrice, die an einer großen Studie zur Kindesentwicklung unter der Leitung von Pearson mitarbeiteten. Sie und ihre Schwester arbeiteten unbezahlt, bis die Worshipful Company of Drapers ihnen einen Zuschuss gewährte. Ihre Forschungen auf dem Gebiet der Meteorologie führten zu zwei Veröffentlichungen in den Proceedings of the Royal Society, in denen barometrische Messungen erörtert wurden und die 1904 der British Association in Cambridge vorgetragen wurden.
Von 1903 bis 1936 war sie Dozentin für Mathematik am Girton College und von 1918 bis 1936 Director of Mathematical Studies. Sie war Mitglied des Exekutivrates des Kollegiums und maßgeblich für die Ausarbeitung der 1924 von König Georg V. erteilten Charta als Körperschaft verantwortlich. Das Girton College wurde damit als anerkannte Hochschule für Frauen eingestuft. 1942 wurde sie zum Ehrenmitglied am Girton College ernannt.
Sie erhielt 1907 einen Master of Arts am Trinity College Dublin (da die Regeln der Universität Cambridge es Frauen damals nicht erlaubten, einen Abschluss zu machen, der über einen Bachelor hinausgeht) und 1926 von der Universität Cambridge. 1921 wurde sie als Fellow der Royal Astronomical Society gewählt.
1936 zog sie nach Southampton und starb am 30. März 1965 in Shedfield in einem Pflegeheim.